# Aurantiosporium pallidum
Aurantiosporium pallidum är en svampart som beskrevs av M. Piepenbr. 2001. Aurantiosporium pallidum ingår i släktet Aurantiosporium och familjen Ustilentylomataceae.   Inga underarter finns listade i Catalogue of Life.